# Ny Spodsbjergvej
Ny Spodsbjergvej er en 2-sporet motortrafikvej mellem Simmerbølle ved Rudkøbing og Spodsbjerg Færgehavn. Vejen blev lavet i 1983 efter at den gamle landevej ikke kunne klare presset fra færgetrækket.
Motortrafikvejen er en del af Primærrute 9, der går fra Odense via Spodsbjerg til Nykøbing Falster.
I Aftalen om En Grøn Transportpolitik den 22 oktober 2009, besluttede regeringen sammen med resten af partierne undtagen Enhedslisten, at påbegynde en forundersøgelse for en mulig udvidelse af primærrute 9 mellem Svendborg og Spodsbjerg i 2012, i 2010 blev forundersøgelsen rykket, så den ville være færdig i 2011. 
I forundersøgelsen foreslog Vejdirektoratet at bygge en 2 eller 2+1 sporet motortrafikvej samt omfartsveje som (motortrafikvej) uden om byerne Bregninge, Lundby og Rudkøbing. Ved Rudkøbing skulle motortrafikvejen gå fra Langelandsbroen og i en bue nord om byen, indtil den ramte den nuværede motortrafikvej ved Simmerbølle. 
| Trafik | Spire Denne trafikartikel er en spire som bør udbygges. Du er velkommen til at hjælpe Wikipedia ved at udvide den. |

54°56′02″N 10°47′12″Ø / 54.934°N 10.7866°Ø